# Stenodacma iranella
Stenodacma iranella är en fjärilsart som beskrevs av Hans Georg Amsel 1959. Stenodacma iranella ingår i släktet Stenodacma och familjen fjädermott. Inga underarter finns listade i Catalogue of Life.